# 21st Century Schizoid Man
«21st Century Schizoid Man» es una canción del grupo de rock progresivo King Crimson, incluida en su álbum debut "In the Court of the Crimson King", de 1969.
El tema, el cual mezcla el hard rock, con sonoridades cercanas al jazz, sobre una estructura de rock progresivo, es la pieza que abre el primer álbum de King Crimson. La letra, escrita por Peter Sinfield, hace referencia a la Guerra de Vietnam, tema de candente actualidad a fines de los años 60, mientras que la música fue firmada por la banda (Robert Fripp, Greg Lake, Ian McDonald, Michael Giles); Fripp declaró que la canción está dedicada al político estadounidense Spiro Agnew, un republicano contemporáneo a Richard Nixon.
La canción es notable por la voz saturada de Lake, su mecánico ritmo, y el ruidoso contrapunto entre el saxo de Ian McDonald y la guitarra de Robert Fripp, con un sonido muy pesado y distorsionado para la época, convirtiéndose en un temprano clásico de la banda, el cual fue versionado por diversos artistas a lo largo de los años:
- Los japoneses Flower Travellin' Band, en su álbum Anywhere de 1970
- El grupo sudafricano Suck, en su álbum Time to Suck de 1971
- April Wine en Harder... Faster de 1980
- El grupo thrash metal Forbidden en Distortion de 1995
- Voivod en Phobos, de 1997
- Entombed, como parte del compilado Sons of Satan Praise the Lord, de 2002
- Crimson Jazz Trio, en su álbum King Crimson Songbook, Volume One, de 2005
- Ozzy Osbourne en su álbum de covers Under Cover, de 2005
- Kanye West, sampleado en su tema Power de 2010.
- La banda noruega Shining, en su álbum Blackjazz de 2010.
- La banda californiana Fuzz, lanzada junto a su sencillo Sunderberry Dream en 2013.

También se le hace referencia en la canción del grupo a capela Pentatonix En la canción "Wizard of Ahhs"...

## Personal
- Robert Fripp – guitarras
- Ian McDonald – saxofón contralto, Armonio
- Greg Lake – bajo, voz distorsionada
- Michael Giles – batería, percusión
- Peter Sinfield – letra